# Eszter Krutzler
Eszter Krutzler (Szombathely, 4 marzo 1981) è un'ex sollevatrice ungherese medagliata olimpica e mondiale che ha gareggiato nella categoria dei pesi medi (fino a 63 kg.), dei pesi massimi leggeri (fino a 69 kg.) e dei pesi massimi (fino a 75 kg.).

## Carriera
Dopo essersi messa in evidenza nella categoria juniores dei pesi medi, conquistando una medaglia d'argento e due medaglie di bronzo ai Campionati mondiali, nel corso del 2001 Eszter Krutzler passò alla categoria superiore dei pesi massimi leggeri a livello senior e vinse la medaglia di bronzo ai Campionati mondiali di Antalya con 240 kg. nel totale, dietro le russe Valentina Popova (257,5 kg.) e Svetlana Chabirova (250 kg.).
A partire dal 2002 ebbe come allenatore l'ex campione olimpico ungherese Péter Baczakó.
Nel 2003 Krutzler tornò su un podio mondiale, vincendo la medaglia d'argento ai Campionati mondiali di Vancouver con 262,5 kg. nel totale.
Prese parte alle Olimpiadi di Atene 2004, conquistando un'altra medaglia d'argento con 262,5 kg. nel totale, battuta dalla cinese Liu Chunhong (275 kg.).
Dopo l'argento olimpico, Eszter Krutzler ebbe un lungo periodo di assenza di risultati di rilievo, durante il quale ebbe anche un figlio, e nel 2008 scese alla categoria inferiore dei pesi medi, partecipando ai Campionati europei di Lignano Sabbiadoro e piazzandosi al 12º posto finale con 190 kg. nel totale.
Dopo aver tentato anche il doppio salto alla categoria dei pesi massimi in occasione dei Campionati europei di Minsk 2010, conclusi al 6º posto finale con 210 kg. nel totale, Eszter Krutzler ritornò alla categoria dei pesi massimi leggeri ed ottenne la medaglia di bronzo ai Campionati europei di Kazan' 2011 con 231 kg. nel totale, alle spalle delle russe Oksana Slivenko (265 kg.) e Tat'jana Matveeva (251 kg.).
Si ritirò dalle competizioni nel 2012, dopo che non riuscì a qualificarsi per le Olimpiadi di Londra dello stesso anno.